# Polypodium cambricum
Polypodium cambricum là một loài dương xỉ trong họ Polypodiaceae. Loài này được L. mô tả khoa học đầu tiên năm 1753.

## Hình ảnh

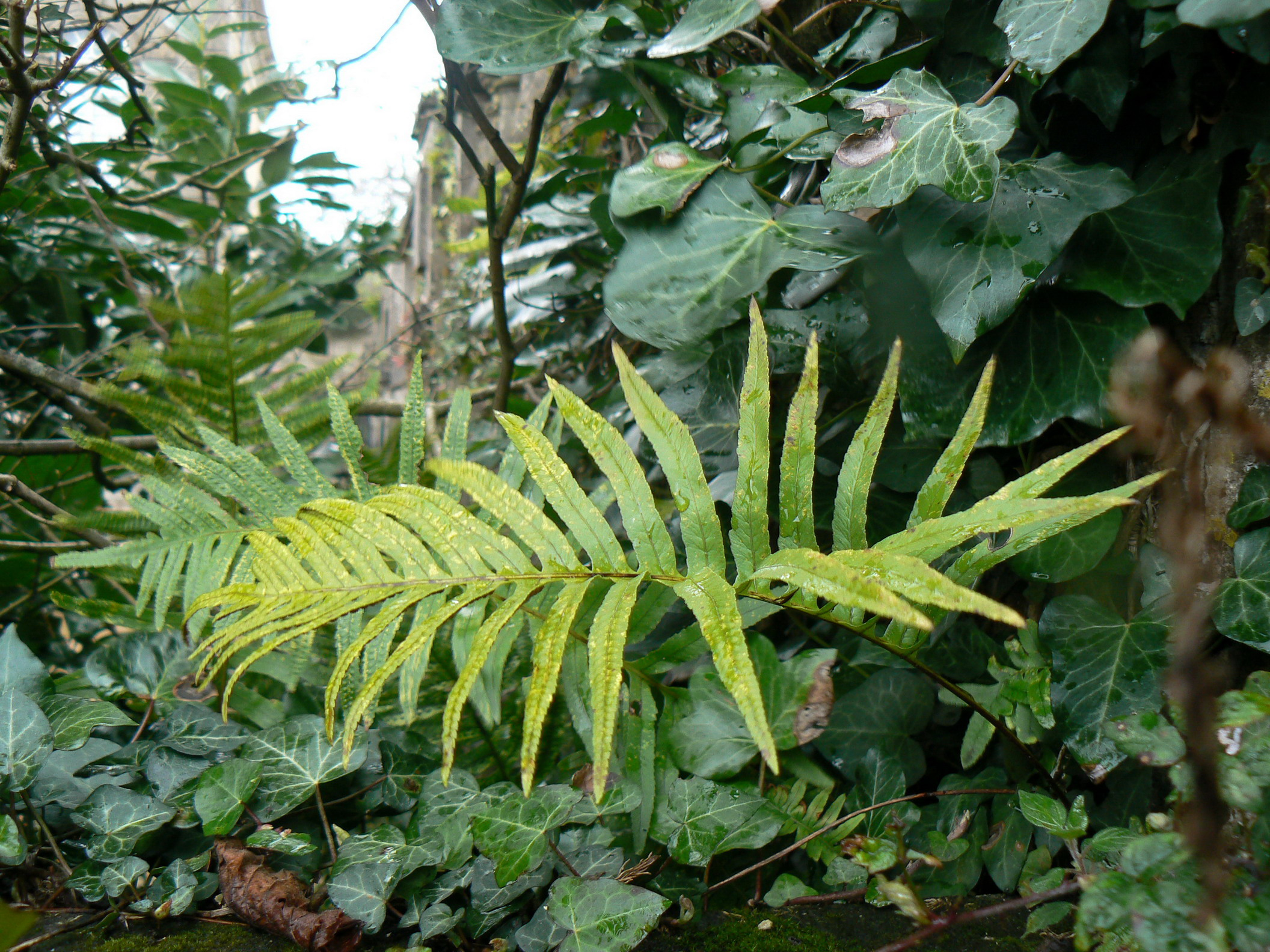
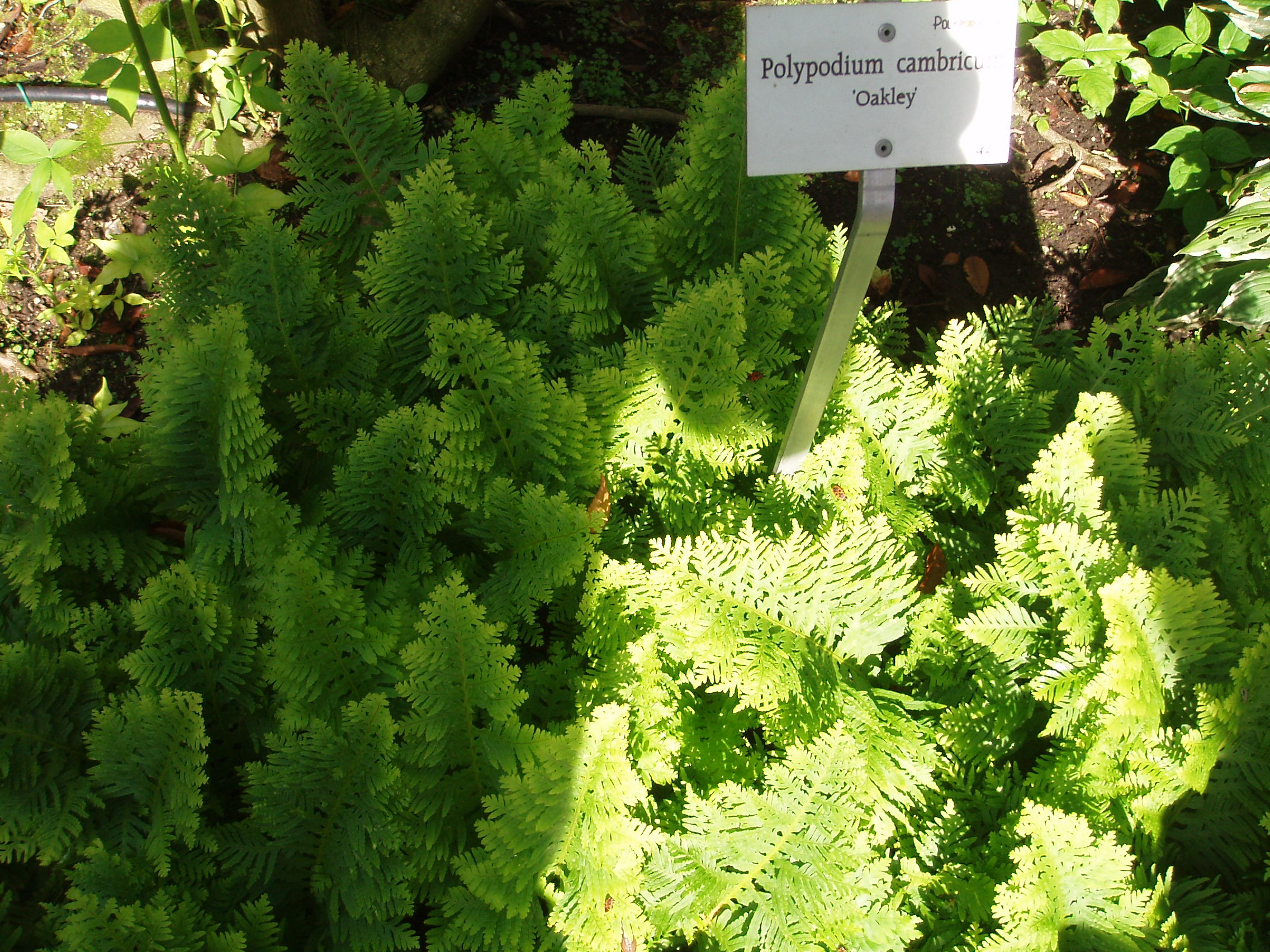